# Salinas de Pamplona
Salinas de Pamplona en espagnol ou Getze en basque est un village situé dans la municipalité de Galar dans la Communauté forale de Navarre, en Espagne. Il est doté du statut de concejo.
Salinas de Pamplona est situé dans la zone linguistique mixte de Navarre.